# Carlotta Sorba
Carlotta Sorba (Parma, 30 gennaio 1959) è una storica italiana, specialista di storia culturale, storia delle donne e di genere, storia dell'Ottocento e di storia del teatro.

## Biografia
Laureatasi in storia all'Università di Bologna nel 1982, Carlotta Sorba consegue il dottorato di ricerca presso l'Università di Torino nel 1992 e nel 1998 entra come ricercatrice nel dipartimento di Scienze Storiche (attualmente Dipartimento di Scienze Storiche, Geografiche e dell'Antichità, DiSSGeA) dell'Università degli Studi di Padova, dove dal 2011 è professoressa ordinaria di Storia contemporanea. Tra i diversi corsi che ha tenuto presso l'ateneo patavino sono da ricordare quelli in Storia e teoria culturale, Storia delle donne e di genere e Storia dell'Europa contemporanea.
Dal 2012 è direttrice del Centro interuniversitario di Storia Culturale (CSC), nato da una convenzione tra le università di Bologna, Padova, Pisa, Venezia, Verona e Salerno, che ha l'obiettivo di promuovere e diffondere la storia culturale in Italia. Il centro fa parte dell'European Network of Cultural History (METIS) che ha come altri partner il Centre d’Histoire culturelle des sociétés contemporaines (CHCSC) dell'Università di Versailles Saint Quentin en Yvelines e il Centre des sciences historiques de la culture (SHC) dell'Università di Losanna.
Dal 2013 è stata membro del Consiglio direttivo del Centro Interdipartimentale di Ricerca Studi di Genere (CIRSG) dell'Università di Padova, dal 2013 al 2019 è stata membro del Consiglio direttivo del Centro di Ateneo per i Diritti Umani "Antonio Papisca", anch'esso dell'Università di Padova, e dal 2019 del Centro di Ateneo "Elena Cornaro". Nel 2021 è stata nominata membro del Consiglio direttivo e di consulenza scientifica del rinnovato Istituto per la Storia del Risorgimento italiano.
Carlotta Sorba collabora con numerose riviste: è stata fino al 2020 co-direttrice di Contemporanea. Rivista dell' 800 e del 900 (Il Mulino), è tra i direttori della collana Studi culturali di Edizioni ETS e fa parte del comitato editoriale di Storia delle donne e di genere, collana della Società Italiana delle Storiche edita da Viella. Inoltre, è nel comitato scientifico della Revue d’Histoire du XIXème siècle e della Revue d’Histoire culturelle (XVIIIe - XXIe siècle) e fa parte dell'International Association of Political History.
Il focus delle sue ricerche è il rapporto tra produzioni culturali, società e politica nel XIX secolo, in particolare il teatro come spazio fisico, sociale e mentale e come luogo di elaborazione e diffusione delle rappresentazioni culturali. Su questi temi è da ricordare il volume Il melodramma della nazione. Politica e sentimenti nell’età del Risorgimento (Roma-Bari, Laterza, 2015, trad. in inglese da Palgrave Macmillan, Cham, 2021), vincitore nel 2016 del Premio SISSCO (Società italiana per lo studio della storia contemporanea) per il miglior libro di argomento storico contemporaneistico pubblicato nel 2015. Recentemente si è occupata anche di cultura materiale e dell'uso politico di oggetti e vestiti.

## Opere
- Carlotta Sorba e Salvatore Adorno, a cura di, Municipalità e borghesie padane tra Ottocento e Novecento. Alcuni casi di studio, Milano, Franco Angeli, 1991, ISBN 88-204-6858-1.
- Carlotta Sorba, L'eredità delle mura. Un caso di municipalismo democratico, Parma 1889-1914, Venezia, Marsilio, 1993, ISBN 88-317-5938-8.
- Carlotta Sorba, Teatri. L'Italia del melodramma nell'età del Risorgimento, Bologna, Il Mulino, 2001, ISBN 88-15-08103-8.
- Carlotta Sorba, a cura di, Scene di fine Ottocento. L'Italia fin de siècle a teatro, Roma, Carocci, 2004, ISBN 88-430-3174-0.
- Carlotta Sorba, Il melodramma della nazione. Politica e sentimenti nell'età del Risorgimento, Roma-Bari, Laterza, 2015, ISBN 978-88-581-1700-2.
- Carlotta Sorba e Enrico Francia, a cura di, Political objects in the age of revolution. Material culture, national identities, political practices, Roma, Viella, 2021, ISBN 978-88-331-3847-3.
- Carlotta Sorba, Politics and sentiments in Risorgimento Italy. Melodrama and the nation, Cham, Palgrave Macmillan, 2021, ISBN 9783030697310.
- Carlotta Sorba e Federico Mazzini, La svolta culturale. Come è cambiata la pratica storiografica, Bari-Roma, Laterza, 2021, ISBN 978-88-581-4314-8.
- Carlotta Sorba e Andrea Martini, a cura di, L'università delle donne. Accademiche e studentesse dal Seicento a oggi, Padova e Roma, Padova University Press e Donzelli, 2021, ISBN 978-88-552-2287-7.